# 唐正人
唐正人（1935年—），男，青海循化人，中华人民共和国政治人物，长期在青海公安系统工作，曾任青海省公安厅厅长秘书、副科长、局长、副处长、政治部主任、副厅长，1985年任中共青海省委常委、政法委书记，1991年兼任青海省公安厅厅长，副总警监警衔，青海省人大常委会副主任。

## 相关事件
1996至1997年，公安机关在调查河北清苑籍商人史书臣涉嫌诈骗一案的过程中，发现其与包括省纪委委员、公安厅常务副厅长张光汉、省公安厅昆仑公司经理刘荣国（唐正人之前的司机，一级警督，副处级）在内的省公安厅领导过从甚密，并进一步牵出唐正人的问题。他们收受贿赂，为包括史书臣在内的广东和香港商人违规签发前往港澳通行证（俗称“单程证”），违法所得共计人民币437万元，港币19万元，都在唐正人的批准下被各处室乱支乱花。除此以外，唐正人为了能更方便地出国旅游，通过手下人的关系，从深圳某旅游公司经理裴某（青海籍）处获得一本化名“唐民”的因私护照，并用这本护照私自前往泰国旅游。作为回报，唐违规为裴某办理70多本出入境证件，之后全都被裴某以3000到10000元不等的价格倒卖。
在青海省委和中央纪委的指挥下，青海省纪委和省检察院将省公安厅违规签发单程证一案彻底查清，唐正人被中央纪委给予开除党籍处分，其下属张光汉、满光宗（省公安厅一处处长）、刘荣国及其妻子田莉萍（省委政法委办公室副主任）、曾某（省公安厅一处原副处长，退休前为家人违规办理香港户口，本人违规获得单程证赴香港养老），李某（外事科科长）、刘某（外事科科员）等也都受到相应的党纪政纪处分，部分人员被追究刑事责任。